# Kloksnelheid
De kloksnelheid, vaak uitgedrukt in hertz of een veelvoud daarvan, duidt aan hoe vaak per seconde een signaal gelezen, geschreven of verwerkt wordt in bijvoorbeeld de processor van een computer. Bij een computer is het vaak bepaald door de frequentie van een kristaloscillator. Typisch voor deze kristaloscillator is een vaste sinusoïdale golfvorm, het frequentie-referentie-signaal. Elektronische circuits vertalen de golfvorm in een vierkante golf van dezelfde frequentie.
Een kloksnelheid van 1 Hz komt overeen met één bewerking per seconde. Wanneer men spreekt over de kloksnelheid van een computer, wordt hiermee meestal de kloksnelheid van de processor bedoeld. Moderne processors werken rond de 3 GHz. Ze voeren dus 3 miljard keer per seconde hun bewerkingen uit.
De kloksnelheid wordt dikwijls genoemd als de bepalende factor voor de snelheid van een systeem. De architectuur van een processor is echter minstens even belangrijk. Een processor van 3 GHz kan in de praktijk sneller werken dan een processor van 4 GHz, omdat deze een efficiëntere architectuur kan hebben. Aan hoge kloksnelheden zijn ook nadelen verbonden: de chips zijn duurder en moeilijker te fabriceren, en ze verbruiken meer stroom. Bovendien worden processoren met een hogere kloksnelheid warmer waardoor de levensduur afneemt.